# صوفي ثروت
صوفي ثروت، أو صفية ثروت، وُلدت بالقاهرة في 16 يوليو من عام 1934، ودرست في مدرسة سانت كلير ثم التحقت بالجامعة الأمريكية حيث تخرجت منها عام 1966. عملت بعد تخرجها مدرسة للتاريخ ومدربة للسباحة، حيث كونت أول فريق مصري للسباحة التوقيعية، البالية المائي، ووصلت لبطولة أفريقيا واشتركت بالفريق في الأوليمبياد. وكان لها دورًا في العمل الاجتماعي العام. اشتركت في الخمسينيات في فيلم بين الأطلال، حيث مثلت ابنه الفنانة فاتن حمامة. يرجع لها الفضل في دخول أرياضة السباحة الإيقاعية إلى مصر في أوائل الستينات. شاركت في أكثر من 20 جولة عالمية لإبراز فتيات مصر في تلك الرياضة، وكذلك معسكرات التدريب التي أقيمت في منزلها وعلى نفقتها الخاصة، حتى أصبحت مصر مميزة في تلك الرياضة؛ وتشارك فيها أكثر من 1000 لاعبة في 8 نوادٍ مختلفة على مستوى الجمهورية.
تُعد صوفي من رائدات الرياضة النسائية في مصر، حيث حصلت على أول بطولة في السباحة، وعمرها 14 عامًا، وبطولة التنس عام 1950، وقد شاركت إسماعيل الشافعي في الفوز ببطولة الزوجي المختلط في التنس عام 1962. ومارست رياضات الإسكواش وسلاح الشيش وكرة اليد وكرة السلة كمحترفة وفازت بالعديد من الميدليات. وفي التسعينات، أنشات ثروت الصفحة الرياضية في جريدة الأهرام ويكلي، حيث عملت محررة بها. وتُوفيت في سبتمبر 2009.

## أعمال درامية
- عندما نحب: 1967
- البنات والصيف (فيلم): 1960 - عفاف
- رحلة إلى القمر:1959 -ستيلا
- بين الأطلال:1959 - منى محمود فهمي
- باب الحديد:1958 - حلاوتهم
- صاحبة الملاليم:1949